# باران (گروه موسیقی)
گروه موسیقی باران یک گروه موسیقی پاپ در افغانستان بود که کارش را در اوایل  دهه ۱۹۸۰ میلادی میلادی شروع کرد. این گروه پس از مدتی فعالیت منحل شد و اعضای آن به صورت انفرادی به فعالیت خود ادامه دادند.

## اعضا
- اسد بدیع
- جاوید راهی
- فرهاد دریا
- مختار مجید
- وحید صابری
- سمیع رنجبر
- حسین رنجبر

## آهنگ‌ها
- آی من
- بهار آمد
- جانم دَ قدت نیستم
- دختر سردار
- دلبرک دو روزَ
- دوستان شب‌بخیر
- روز بازار
- وطندار گلم عیدت مبارک